# Lilla Turányi
Lilla Turányi (* 20. Dezember 1998) ist eine ungarische Fußballspielerin.

## Karriere

### Vereine
Turányi spielte ab 2009 für Kistarcsai VSC und wechselte 2013 in die Nachwuchsabteilung des amtierenden Meisters MTK Hungária FC. Ab der Saison 2016/17 kam sie regelmäßig in der Női NB I, der höchsten Spielklasse im ungarischen Frauenfußball, zum Einsatz und gewann mit ihrer Mannschaft 2017 und 2018 die Meisterschaft. 2017/18 und 2018/19 bestritt sie jeweils drei Partien im Rahmen der Qualifikation zur Champions League über die volle Spielzeit, konnte sich mit dem Team allerdings in beiden Jahren nicht für das Sechzehntelfinale qualifizieren.
Im Sommer 2020 unterschrieb Turányi einen Zweijahresvertrag mit dem deutschen Bundesligisten Bayer 04 Leverkusen. Am 6. September 2020 (1. Spieltag) bestritt sie beim 2:1-Sieg im Auswärtsspiel gegen den SC Freiburg ihre erste Bundesligapartie.

### Nationalmannschaft
Nachdem Turányi unter für die U19-Nationalmannschaft Ungarns unter anderem im Rahmen der Qualifikation für die Europameisterschaften 2016 und 2017 zum Einsatz gekommen war, gab sie 2018 im Turnier um den Zypern-Cup gegen die Nationalmannschaft Südafrikas ihr Debüt für die A-Nationalmannschaft. Die ersten beiden Tore gelangen ihr am 22. September 2020 beim 5:0-Sieg über die Nationalmannschaft Lettlands in der EM-Qualifikation.

## Erfolge
- Ungarischer Meister 2017, 2018 (mit dem MTK Hungária FC)

## Auszeichnung
- Ungarns Fußballerin des Jahres 2022